# Corenc
 Corenc  es una localidad y comuna francesa, situada en departamento de Isère, en la región de Ródano-Alpes.
Administrativamente, depende también del distrito de Grenoble y del cantón de Meylan.
Su población en el censo de 1999 era de 3.856 habitantes. Forma parte de la aglomeración urbana de Grenoble.
Está integrada en la Communauté d'agglomération Grenoble Alpes Métropole.

## Geografía
Corenc se encuentra en un entorno agrícola especializado en la viticultura y los pastos, en una zona de bosques sobre las laderas del Monte Rachais y del Saint-Eynard que la dominan. El terreno es una zona de terreno margoso, o margo-calizo, sujeta a deslizamientos y derrumbamientos. El municipio es marcado por los peñascos.
La altitud del municipio se eleva desde una cota de 230 metros (punto de referencia, la iglesia Sainte-Thérèse) a la de 1 328 metros (en el fuerte Saint-Eynard), situándose el pueblo a 530 m (en la iglesia de Saint-Pierre).

## Demografía
| 2510 | 2850 | 3029 | 3138 | 3356 | 3856 |
| Para los censos de 1962 a 1999 la población legal corresponde a la población sin duplicidades (Fuente: INSEE [Consultar]) |      |      |      |      |      |

## Historia
En escritos antiguos, se encuentran citaciones a Correnum, del año 732, y Corenes del siglo XI. Otros más recientes, denominan a Corec con los nombres de Coren, Corentz, y Courenc, como se refleja en una inscripción sobre un hito instalado en la Avenue de l'Eygala.
A finales del siglo XIX, gracias a su posición geográfica, próxima a la capital Grenoble, que aunque orientada hacia el sur, se encuentra al amparo de los vientos y en altura, atrajo a las familias ricas grenoblesas que deseaban evitar el calor estival de aquella ciudad. Las familias de los Bouchayer-Viallet (industriales de las turbinas eléctricas), Balthazar o Cartier-Millon compraron o hicieron construir segundas residencias sobre el municipio.

## Personajes célebres
Jules Flandrin, pintor y artista, nacido en 1871 y muerto en 1947 en Corenc.